# Karczma Książęca w Miszkowicach
Dawna Karczma Książęca – znajdująca się w powiecie kamiennogórskim w Miszkowicach.

## Historia
Zabytkowa Karczma Książęca (obecnie dom mieszkalny), zlokalizowana w zachodniej części wsi na zboczu Książęcej Kostki. Jeden z najciekawszych przykładów budowli ludowej w Sudetach. Wzniesiona w 1774 r. przez J.C. Bönscha na miejscu wcześniejszej budowli. Jest to okazały budynek na wysokiej kamiennej podmurówce z lat 1624 i 1664, z parterem o konstrukcji murowano-drewnianej i piętrem w konstrukcji szachulcowej we wschodniej części częściowo oszalowanym pionowymi deskami, podobnie jak szczyt. Nakryty dwuspadowym dachem. W maju 1996 r., pod wpływem wichury zawaliła się północno-zachodnia część budynku.